# ジェローラマ・オルシーニ
ジェローラマ・オルシーニ（Gerolama Orsini, 1504年 - 1590年）は、パルマ公ピエール・ルイージ・ファルネーゼの妻。名前はジローラマ（Girolama Orsini）と表記される場合もある。

## 生涯
ロドヴィーコ・オルシーニと妻ジュリア・コンティの娘としてローマに生まれた。後に教皇パウルス3世となるアレッサンドロ・ファルネーゼ枢機卿の息子ピエール・ルイージと1513年婚約、1519年ヴァレンターノで結婚。
愛のない結婚だったにもかかわらず、ジェローラマは誠実で献身的な妻であり、ピエール・ルイージの不貞行為、暴力、体面を保つための浪費に耐えた。1534年岳父が教皇に選出されると、夫は同年に教会軍総司令官に任命された。さらに1537年カストロ公、1545年パルマ及びピアチェンツァ公に叙爵されたが、1547年暗殺された。
ジェローラマは1590年ピアチェンツァのパラッツォ・ファルネーゼで死去した。遺体はサンタ・マリーア・デッラ・ステッカータ聖堂に葬られた。
夫との間に5人の子があった。
- アレッサンドロ（1520年 - 1589年） - 枢機卿
- ヴィットーリア（1521年 - 1602年） - ウルビーノ公グイドバルド2世・デッラ・ローヴェレと結婚
- オッターヴィオ（1524年 - 1586年） -  パルマ公
- ラヌッチョ（1530年 - 1565年） - 枢機卿
- オラーツィオ（1532年 - 1553年） - カストロ公